# Nazionale maschile di roller derby dell'Italia
La nazionale di roller derby maschile dell'Italia è la selezione maggiore maschile di roller derby, il cui nickname è Team Italy, che rappresenta l'Italia nelle varie competizioni ufficiali o amichevoli riservate a squadre nazionali. Ha partecipato al campionato mondiale di roller derby maschile 2016.

## Risultati
Legenda: Grassetto: Risultato migliore, Corsivo: Mancate partecipazioni

## Dettaglio stagioni

### Amichevoli
| Stagione | Vin | Par | Per | Tot | PF  | PS  | avversaria  |
| -------- | --- | --- | --- | --- | --- | --- | ----------- |
| 2016     | 1   | 0   | 0   | 1   | 241 | 124 | Mon Cherrry |
|          |     |     |     |     |     |     |             |
| Totale   | 1   | 0   | 0   | 1   | 241 | 124 |             |

#### Mondiali
| Stagione | regular season | regular season | regular season | regular season | regular season | regular season | playoff | playoff | playoff | playoff | playoff | playoff   | playoff    |
|          | Vin            | Par            | Per            | Tot            | PF             | PS             | Vin     | Per     | Tot     | PF      | PS      | risultato | avversaria |
| -------- | -------------- | -------------- | -------------- | -------------- | -------------- | -------------- | ------- | ------- | ------- | ------- | ------- | --------- | ---------- |
| 2016     |                |                |                |                |                |                |         |         |         |         |         |           |            |
|          |                |                |                |                |                |                |         |         |         |         |         |           |            |
| Totale   |                |                |                |                |                |                |         |         |         |         |         |           |            |

### Riepilogo bout disputati
| Anno | Luogo  | Evento     | Fase del torneo | Incontro             | Risultato |
| 2016 | Torino | Amichevole |                 | Italia - Mon Cherrry | 241 - 124 |
| 2016 |        | Amichevole |                 | Italia - Mixed Team  | 275 - 112 |